# La Loi de Lynch
Pour l’article homonyme, voir La Loi de Lynch (film).

La Loi de Lynch est un roman de Gustave Aimard publié en 1859

## Résumé
Au Mexique dans le passé, Pablo rejoint sa tendre Ellen, seule dans son jacal. Il recherche en vain un coffret d'Ellen disparu après le crime de son frère Harry. Elle dit que Fray est alors parti avec quelque chose. Valentin attend Pablo sur le retour et l'emmène dans une grotte où ils étranglent un ours au lasso. Cependant, Stefano a emmené sa captive, la Gazelle, dans des ruines, et la reconnaît comme sa nièce. Elle repart seule pour venger ses parents. Après leur meurtre par Cèdre Rouge, Valentin et Pablo ont suivi mais ils tombèrent dans un piège dont Ellen les sauva en découvrant que Cèdre Rouge est son père. Ellen rejoint son père. Andrès donne une cassette à Stefano qui la donne à Pablo ayant ainsi la preuve cherchée. Stefano et Valentin capturent Cèdre Rouge et le jugent par la loi de Lynch, c'est-à-dire en 15 min. Stefano tue aussi Ellen.